# قرار مجلس الأمن التابع للأمم المتحدة رقم 285
اعتُمد قرار مجلس الأمن التابع للأمم المتحدة رقم 285 في 5 سبتمبر 1970، بـ 14 كلمة، فهو ثاني أقصر قرار لمجلس الأمن على الإطلاق (بعد القرار 279)؛ فهو يقرأ ببساطة «يطالب بالانسحاب الكامل والفوري لجميع القوات المسلحة الإسرائيلية من الأراضي اللبنانية».
اعتمد القرار بأغلبية 14 صوتاً، بينما امتنعت الولايات المتحدة عن التصويت. جاء القرار في سياق المقاومة الفلسطينية في جنوب لبنان.